# David Späth
David Späth, né le 29 avril 2002 à Kaiserslautern (Rhénanie-Palatinat), est un joueur de handball allemand. Gardien de but, il évolue au sein du Rhein-Neckar Löwen depuis 2019 et en équipe nationale d'Allemagne depuis 2023.

## Biographie

### Carrière en club
Ayant commencé sa carrière de handball à l'âge de six ans, il a évolué au sein de plusieurs équipes de sa ville natale, Kaiserslautern, avant de rejoindre en 2018 l'équipe des moins de 19 ans du club de Bundesliga Rhein-Neckar Löwen. Dès sa première saison, il a terminé vice-champion du championnat allemand A-Jugend (catégorie jeunes). À la suite des blessures d'Andreas Palicka et Mikael Appelgren, les gardiens titulaires de l'équipe principale, Späth a disputé 26 matchs lors de la saison 2020-2021 de Bundesliga. Malgré son manque d'expérience, il a été salué pour ses performances. Il a également fait ses débuts en coupe d'Europe lors de la Ligue européenne, une compétition que son équipe a terminée à la troisième place.
L'année suivante, Späth a continué à jouer à la fois pour l'équipe principale et l'équipe réserve jusqu'en novembre, où une collision avec le poteau de but lui a causé une blessure au ligament croisé antérieur, l'éloignant des terrains pendant près d'un an. Il a fait son retour fin 2022 lors d'un match contre le HSV Hambourg. Après avoir bataillé pour s'imposer en tant que gardien titulaire, Späth a joué un rôle clé dans la conquête de la Coupe d'Allemagne en 2023, réalisant notamment trois arrêts sur jets de sept mètres, un moment qu'il a qualifié de "plus grand de sa carrière" jusqu'à présent. En septembre 2023, Späth signe une prolongation de contrat, le liant au club jusqu'en 2027.

### Carrière internationale
Späth a représenté l'Allemagne lors du Championnat d'Europe U19 en 2021 (en), où son équipe a remporté la médaille d'or et Späth a été sélectionné dans l'équipe-type de la compétition. Il a également participé au Championnat du monde junior en 2023 (en), où l'Allemagne a de nouveau remporté la médaille d'or, et il a une fois de plus été sélectionné dans l'équipe-type.
Il a fait ses débuts avec l'équipe nationale allemande en novembre 2023 contre l'Égypte puis est retenu pour le Championnat d'Europe 2024 en tant que deuxième gardien derrière Andreas Wolff. Le débutant s'est distingué lors d'un match de phase de groupes contre la Macédoine du Nord, où une série d'arrêts et les célébrations de Späth ont fait la une des journaux,. L'équipe a terminé à la quatrième place, avec un pourcentage d'arrêts de 28% pour Späth, contre 35% pour Wolff. Lors des Jeux olympiques de 2024 à Paris, il a remporté la médaille d'argent avec l'équipe nationale allemande. Lors du quart de finale très disputé contre le principal rival, la France, ses arrêts décisifs en fin de match ont grandement contribué à la qualification pour les demi-finales. Pour cette performance, lui et son équipe ont été décorés le 4 novembre 2024 par le président fédéral Frank-Walter Steinmeier avec le Silbernes Lorbeerblatt.

## Résultats

### En équipe nationale
Ses résultats en équipe nationale sont :
- 4e place au Championnat d'Europe 2024
- Médaille d'argent aux Jeux olympiques de 2024
- 6e place au Championnat du monde 2025

Ses résultats en équipes nationales jeunes et junior sont :
- Médaille d'or et meilleur gardien de but du Championnat d'Europe U19 en 2021 (en)
- Médaille d'or et meilleur gardien de but du Championnat du monde junior en 2023 (en)

### En club
Compétitions internationales
- Demi-finaliste de la Ligue européenne (C3) (1) : 2021

Compétitions nationales
- Vainqueur de la Coupe d'Allemagne (1) : 2023

| Saison  | Club               | Championnat | Matchs   | Buts     | Arrêts   | % d'arrêts |
| ------- | ------------------ | ----------- | -------- | -------- | -------- | ---------- |
| 2020/21 | Rhein-Neckar Löwen | Bundesliga  | 26       | 1        | 071      | 31,28 %    |
| 2021/22 | Rhein-Neckar Löwen | Bundesliga  | 09       | 0        | 012      | 24,00 %    |
| 2022/23 | Rhein-Neckar Löwen | Bundesliga  | 25       | 4        | 112      | 36,13 %    |
| 2023/24 | Rhein-Neckar Löwen | Bundesliga  | 29       | 2        | 177      | 29,90 %    |
| 2024/25 | Rhein-Neckar Löwen | Bundesliga  | en cours | en cours | en cours | en cours   |
| Bilan   | Bilan              | Bilan       | 89       | 7        | 372      | 30,32 %    |